# Денг, Венди
Венди Денг (кит. трад. 鄧文迪, упр. 邓文迪, пиньинь Dèng Wéndí, палл. Дэн Вэньди; 5 декабря 1968 года, Цзинань) — американская предпринимательница китайского происхождения, исполнительный директор News Corporation. По версии американского журнала Woman’s Day, входит в ТОП-15 самых успешных и влиятельных женщин мира.

## Биография
Родилась в 1968 году в семье директора фабрики. По настоянию родителей пошла в медицинский колледж, но в 19 лет получила студенческую визу для учёбы в США, где вначале поступила в калифорнийский университет, а в 1996 году защитила магистерскую диссертацию в Йельском университете. Став гражданкой США, сменила своё китайское имя на Венди. Степень магистра дала китаянке возможность устроиться на работу в Fox TV. Впоследствии получила должность на азиатском спутниковом телеканале Star TV в Гонконге, где благодаря вступлению в брак с Рупертом Мёрдоком сделала стремительную карьеру. Вместе с подругой Дашей Жуковой финансирует арт-проект Artsy. Воспитывает двух дочерей: Грейс и Хлою.

## Интересные факты
В глазах китайских женщин Венди Денг — воплощение успешной бизнес-леди и матери. Говорит по-английски с сильным китайским акцентом. В центре внимания мировых СМИ оказалась в 2011 году, когда разразился громкий скандал по поводу подслушивания телефонных разговоров граждан журналистами Руперта Мёрдока. Во время слушаний в британском парламенте британский комик Джонатан Мэй-Боулз неожиданно для всех попытался бросить в Мёрдока миску с пеной для бритья. Венди Денг, сидевшая за спиной своего мужа, вскочила со своего места и ударила обидчика.

## В культуре
- Сериал «Самый громкий голос» (2019). Роль исполнила Джули Серда.